# Особливо тяжкі злочини (фільм)
«Особливо тяжкі злочини» (англ. High Crimes) — американський юридичний трилер 2002 року режисера Карла Франкліна з Ешлі Джад і Морганом Фріменом у головних ролях. Сюжет фільму розповідає про успішну адвокатку, чоловіка якої заарештовує ФБР і звинувачує в організації вбивства дев'ятьох людей в Сальвадорі у 1988 році. Ставки високі, адже її клієнтові загрожує довічне ув'язнення за вбивство. Сценарій Юрія Зельцера та Грейс Кері Біклі заснований на однойменному романі Джозефа Файндера 1998 року.

## Сюжет
Адвокат Клер Кубік та її чоловік-столяр Том жили ідилічним життям в окрузі Марін, штат Каліфорнія, навіть не підозрюючи, що їхнє життя ось-ось зруйнується. Це сталося під час різдвяного шопінгу на Юніон-сквер у Сан-Франциско, де Тома несподівано схопило Федеральне бюро розслідувань. Його звинуватили у вбивстві дев'яти беззбройних цивільних осіб у селі в Сальвадорі у 1988 році. Клер була шокована, коли дізналася, що справжнє ім'я Тома — Рональд Чепмен, і що він брав участь у секретній військовій операції, служив у морській піхоті США, а останні 12 років перебував у бігах. Їй було важко прийняти це одкровення, оскільки воно руйнувало історію, яку вона побудувала про їхнє просте і щасливе життя. Однак Клер знайшла в собі сили подивитися правді в очі і вирішила допомогти Тому довести свою невинуватість, незважаючи на те, що вона може про нього дізнатися. Вона сповнена рішучості розкрити правду і врятувати свого чоловіка від довічного ув'язнення.
Том визнає свою причетність до операції, яка спричинила вбивства громадянських жителів, у яких його звинувачують. Однак він стверджує, що невинний, і був зроблений цапом-відбувайлом і захистити майора Джеймса Ернандеса, справжнього винуватця, який зараз служить ад'ютантом бригадного генерала Білла Маркса. Том сповнений рішучості відверто довести свою невинуватість і відчайдушно благає про справедливість і правду, сподіваючись, що місцева влада викриє справжнього лиходія і покарає його належним чином. Це, на його думку, дало б йому можливість авторитетно і достовірно довести свою невинуватість і зняти всі сумніви і підозри, які можуть виникнути у громадськості. Тільки після такого виправдання він зможе повернути собі гідність, на яку він заслуговує, і продовжувати жити далі з гордістю.
Захищати Тома призначено першого лейтенанта Теренса Ембрі, але його молодість і брак досвіду спонукають Клер вирішити надати професійну допомогу в захисті свого чоловіка. Усвідомлюючи, що їй потрібна допомога людини, знайомої з роботою військового суду, вона наймає на допомогу Чарлі Граймса, озлобленого колишнього військового адвоката, який має зуб на військове начальство. Троє з п'яти ключових свідків, які раніше засвідчили вину Тома, померли за загадкових обставин, що викликає підозри у Клер і Чарлі. Під час судового процесу вони викривають масштабне приховування злочину, яке вчинив один з найвищих військових чиновників. Проблем додає також раптова поява мешканця села, де сталося масове вбивство, який наполягає, що винен Том. Романтичний зв'язок Ембрі з безвідповідальною сестрою Клер — Джекі та поява Ембрі в барі з прокурором, змушує Клер припустити, що він злив прокурору подробиці таємниць, які вона розкрила.
Свідок із Сальвадору впізнає Ернандеса як винуватця вибуху бомби, що стався напередодні масового вбивства. Клер отримує від ФБР засекречені медичні файли як доказ приховування злочину. Клер шантажує Маркса, погрожуючи розкрити все, що їй відомо про приховування, і просить його закрити справу; наступного дня Міністерство оборони США закриває справу з «міркувань національної безпеки».
Щойно Клер збирається святкувати свою перемогу в суді, Чарлі дізнається правду: Том убив одного зі свідків на очах у його родини. Вдова, яка була свідком злочину, описала, як Том перекидав пістолет з однієї руки в іншу (звичка, яку Том демонстрував з ключами та іншими предметами протягом усього фільму) і як він стріляв з пістолета спочатку однією рукою, а потім іншою (що свідчить про його амбідекстерність). Збіг між цими описами також вказує на те, що Том скоїв масове вбивство, а також вбив двох інших ключових свідків за кілька років до свого арешту. Після того, як Том підслуховує розмову Клер з Чарлі по телефону, між Клер і Томом виникає коротка сутичка, під час якої Клер боїться за своє життя. Свідок-сальвадорець стріляє в Тома через вікно, і фільм закінчується тим, що Чарлі і Клер стають партнерами в новій юридичній фірмі.

## Акторський склад
- Ешлі Джад — Клер Кубік
- Морган Фрімен — Чарлі Граймс
- Джеймс Кевізел — Том Кубік/Рон Чепмен
- Адам Скотт — перший лейтенант Теренс Ембрі
- Аманда Піт — Джекі Грімальді
- Брюс Девісон — бригадний генерал Білл Маркс
- Хуан Карлос Ернандес — майор Джеймс Ернандес
- Майкл Гастон — майор Лукас Волдрон
- Том Бауер — спеціальний агент Маллінз
- Джуд Чікколелла — полковник Фаррелл
- Еміліо Рівера — сальвадорець
- Майкл Шеннон — Трой Еббот
- Дендрі Тейлор — Лола
- Пола Джей Паркер — Грейсі
- Доун Хадсон — підполковник ЛаП'єр
- Джулі Ремала — Ліза Стенстром

## Сприйняття
Рейтинг Rotten Tomatoes склав 31 % на основі 133 рецензій, у той час як Metacritic повідомив, що фільм отримав середній бал 48 зі 100 на основі 33 рецензій.
А.О Скотт із Нью-Йорк таймс вважає, що Ешлі Джад та Морган Фрімен «примушують заплутану жанрову справу здаватися набагато кращою, ніж вона є насправді. Міс Джадд, завжди жива і приваблива, здатна чудово грати, коли приходить настрій. Містер Фрімен знову показує, що не здатний показати погану гру». Він додав, що режисура Карла Франкліна «далеко не жахлива, але вона здається на диво нудною, та є шквалом швидких пояснювальних сцен і зав'язок з фільму-саспенсу». Він відчув, що поворот сюжету «робить все, що було раніше, абсолютно безглуздим», і зробив висновок: «Якщо ви це зрозумієте, будь ласка, напишіть рядок людям із 20th Century Fox, оскільки я впевнений, що вони так само спантеличені, як і всі ми».
Роджер Еберт із Chicago Sun-Times оцінив фільм на три зірки з чотирьох і прокоментував: «Мені подобається, як режисер Карл Франклін та сценаристи Юрій Зельцер та Кері Біклі… протистоять середині, так що у глядачів є безліч доказів щоб повірити у дві повністю різних версії подій, що суперечать одна одній, про те, що насправді сталося… „Особливо тяжкі злочини“ працюють, щоб утримувати нас залученими і дбаючи про глядача. Франклін розкриває різні версії давнього вбивства у спогадах, які показують, як один ракурс камери може спростувати те, що інший ракурс начебто доводить. І якщо ближче до кінця ми почуваємося трохи розбитими сюжетними маніпуляціями, то це те, що обіцяє фільм, і це те, що він дає».
Мік ЛаСалль із San Francisco Chronicle сказав, що фільм «має деякі недоліки, але йому вдається тримати глядачів або сердитими, або нервовими від початку до кінця. що деякі сцени переграються. Проте сцени ніколи не бувають нудними і фільм відновлюється до великого фіналу. Бракує лише одного, не великого, але досить важливого, щоб згадати. Ми постійно чуємо про те, що Клер та Граймс — чудові юристи, але тут немає чудової сцени у залі суду. У цьому „Особливі злочини“ надто схожі на реальне життя. Це дає нам суд без феєрверків у залі суду».
Майкл О'Салліван з Вашингтон пост сказав, що фільм «вгамовує голод з основ: пристойна таємниця, яку можна пережувати, трохи соковитої інтриги, можливо, сюжетний твіст на гарнір. Усе це — зі стандартного меню, але все одно добре смакує. Списати це на акторський склад, якому режисер може довіряти настільки, щоб відійти з дороги і дозволити їм робити свою роботу… І так, кінцівка буде несподіваною, але не обманюйте себе, що ви її не побачите. Несподівано? Можливо, ні. Задовольняє? Не вдвічі більше, ніж спостереження за Фріменом і Джаддом, двома переконливими виконавцями, які, здається, насолоджуються компанією один одного майже так само, як і ми».
Роберт Келер з журналу Вараєті назвав фільм «абсолютно традиційним», а гру Ешлі Джад — «настільки позбавленою гумору і діловою, що грубувато-лагідна теплота Фрімена стає вдвічі ціннішою, хоча і не настільки, щоб надати цьому типовому проекту якогось особливого характеру». Найбільше розчаровує те, як режисер Карл Франклін, колись відомий своїми напруженими історіями та непередбачуваними персонажами, тут виконує своє завдання з явним браком натхнення… Сценарна команда Юрія Зельцера та Кері Біклі значно переробила роман Джозефа Фіндера… Зміни персонажів, уточнення, переміщення та сюжетні заміни створюють кролячу нору, повну дірок у майже до смішного складному сюжеті. На момент, коли третій акт вичерпує себе, навряд чи варто дивуватися, що деякі головні герої не мають жодного уявлення про те, де знаходяться інші головні герої, або що вони роблять.

## Нагороди та номінації
Морган Фрімен був номінований на премію NAACP Image Award за видатну чоловічу роль у кіно, але програв Дензелу Вашингтону у фільмі «Джон К'ю», що стало четвертою перемогою актора в цій категорії поспіль.

## Домашнє відео
Компанія 20th Century Fox Home Entertainment 31 серпня 2004 року випустила DVD-диск у форматі Region 1. Фільм у анаморфному широкоекранному форматі з аудіодоріжками англійською, іспанською та французькою мовами і субтитрами англійською та іспанською мовами. Бонусні матеріали включають коментар режисера Карла Франкліна та шість короткометражних фільмів про створення фільму.
High Crimes також доступний на Blu-ray Disc 1 вересня 2009 року.